# Sprint (Bahnradsport)

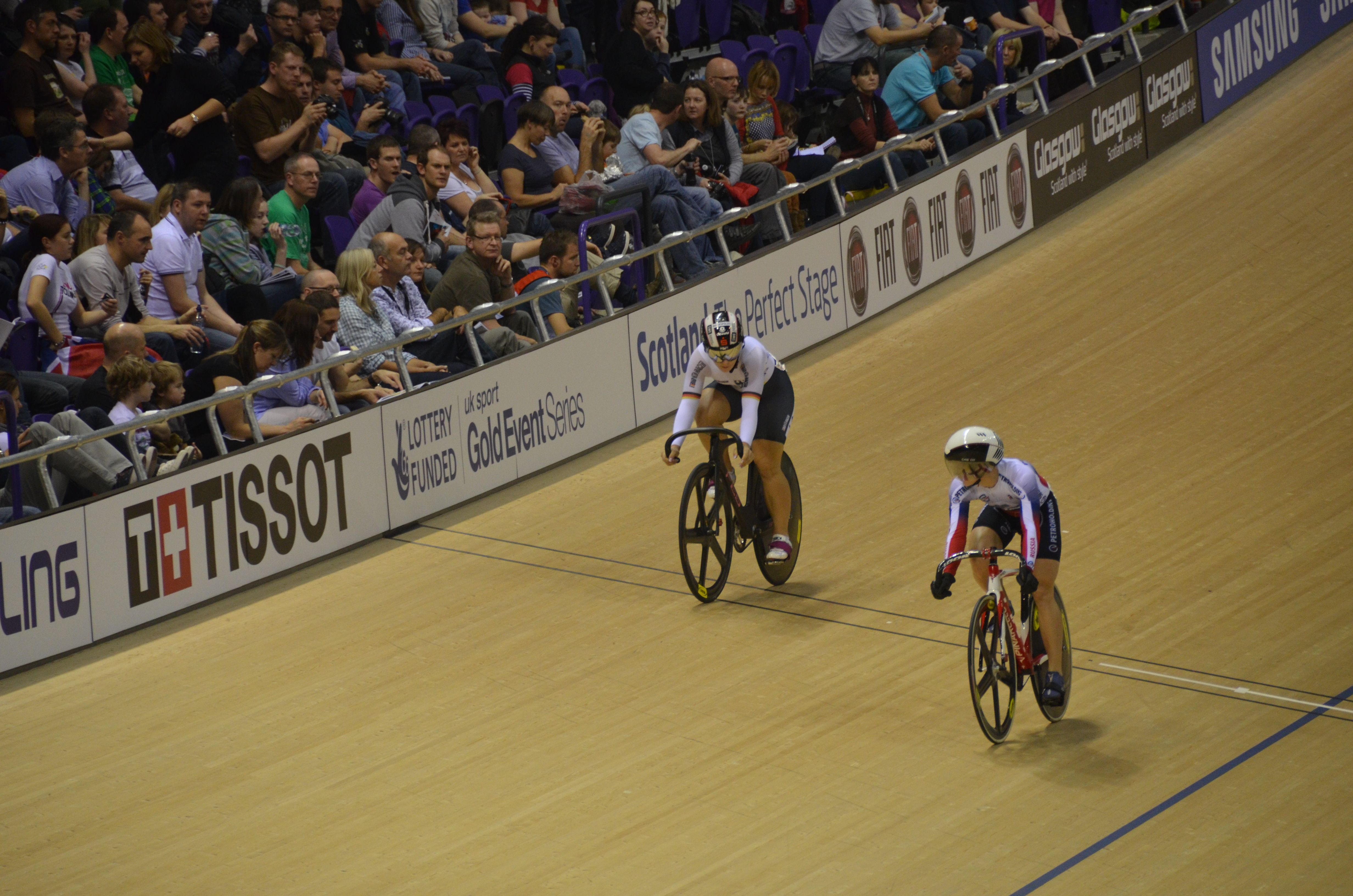
Sprintlauf zwischen Kristina Vogel und Jelena Breschniwa beim Bahnrad-Weltcup 2012/13 in Glasgow

Der Sprint ist ein Bahnrennen, das von zwei bis vier Fahrern über eine kurze Distanz ausgetragen wird. Diese beträgt normalerweise drei Bahnrunden.  Historische Bezeichnungen für den Sprint sind Malfahren und Fliegerrennen.
Bei Meisterschaften und vergleichbaren Veranstaltungen wird der Sprint im Turniermodus ausgetragen. Im Sprint werden seit 1895 jedes Jahr Weltmeister ermittelt, es ist damit die älteste noch heute bestehende Disziplin, in der der es UCI-Weltmeisterschaften gibt.

## Rennverlauf
Die Regeln des Sprints sind in Abschnitt 3.2 § 3 des UCI-Regelwerks festgelegt. Sieger eines Sprintlaufs ist, wer als erster die Ziellinie überquert, wobei die Zeit unerheblich ist, solange andere Regeln eingehalten werden. Es werden drei Runden um die Bahn gefahren; bei Bahnen ab 333,33 Meter Länge sind es ausnahmsweise nur zwei.
Die Startaufstellung wird ausgelost. Der Fahrer, der als Führender ausgelost wird, muss beim Start die Führung übernehmen und die erste halbe Runde mit mindestens Schritttempo fahren. Beim zweiten Lauf wird die Aufstellung umgekehrt. In der Regel fahren die Kontrahenten während der ersten beiden Runden extrem langsam und belauern sich, teilweise werden Stehversuche gemacht.
Nach einer Phase der allmählichen Beschleunigung auf etwa 50 km/h mit Scheinantritten und anderen taktischen Manövern sind Antritt und Endgeschwindigkeit (70 bis 75 km/h) entscheidend. Dabei hat der Fahrer, der vor dem Antritt hinten liegt, einen Vorteil, weil er mit einer höheren Geschwindigkeit als sein Gegner aus dem Windschatten herauskommen und ihn überholen kann. Allerdings muss er zum Überholen in den Kurven einen längeren Weg fahren. Den optimalen Abstand für solche Aktionen (je nach Rennsituation etwa zwei Meter bis, vor allem in den ersten Runden, zehn Meter hinter dem Kontrahenten sowie seitlich etwa ein bis zwei Meter nach rechts – d. h. nach oben – versetzt) nennt man „Sprinterloch“ beziehungsweise „Sprinterabstand“.
Die letzten 200 Meter eines Rennens werden gestoppt, die weltbesten Zeiten liegen bei ca. 10 Sekunden. Der Weltrekord, der auch in einer Zeitfahrqualifikation (vgl. Turniermodus) oder einem speziellen Rekordversuch erzielt werden kann, wird mit 9,088 s von Harrie Lavreysen aus den Niederlanden gehalten und wurde im Sprint bei den Olympischen Spielen 2024 in Paris aufgestellt.
Im Zielsprint, mindestens aber in den letzten 200 Metern, müssen die Fahrer ihre Linie einhalten, solange sie nicht wenigstens eine Radlänge Vorsprung haben. Taktische Manöver, um Gegner am Überholen zu hindern, sind verboten. Dabei ist der Sprintkorridor zwischen der schwarzen Messlinie und der roten Sprinterlinie zu beachten (siehe Markierung der Bahn). Ein Fahrer, der sich dort befindet, darf weder von links noch von rechts bedrängt werden, muss aber seinerseits diesen Korridor einhalten.

## Stehversuch
Ein auffälliges Charakteristikum der Sprintdisziplin ist der so genannte Stehversuch. Hierbei kommen die Fahrer bzw. kommt ein Fahrer zum völligen Stillstand, ohne sich mit den Füßen am Boden abzustützen. Die Regeln in Bezug auf den Stehversuch wurden im Laufe der Zeit verschärft, so dass heute ein Rückwärtsfahren von mehr als 20 Zentimetern nicht mehr erlaubt ist und die Dauer auf maximal zwei Mal 30 Sekunden beschränkt ist. Der Stehversuch dient verschiedenen taktischen Zwecken: zum einen um in die aus verschiedenen Gründen günstigere hintere Position zu gelangen (Windschatten des Gegners, bessere Überschaubarkeit, mehr Lageenergie durch Fahren auf einem höheren Bahnniveau), zum anderen um den Gegner taktisch unter Druck zu setzen.

## Turniermodus
Ein Sprintturnier beginnt mit einer 200-m-Zeitfahrqualifikation, bei welcher nach Vorbereitungsrunden nur die Zeit der letzten 200 Meter gemessen wird, die mit einem Glockenzeichen eingeläutet werden (sogenannter „fliegender Start“). Die Paarungen für die erste Runde ergeben sich aus der Platzierung in der Qualifikation (Erster gegen den Letzten, der sich noch qualifiziert hat, Zweiter gegen Vorletzten etc.). Die Paarungen der nächsten Runden ergeben sich nach einem festen von den Wettkampf-Bestimmungen vorgegebenen Schema; Rennfahrer können sich auch nach einer Niederlage noch über Hoffnungsläufe für den Verbleib im Turnier qualifizieren.
Die Hauptform des Wettkampfes ist der Zweierlauf, bei Wettkämpfen, die nicht zu nationalen oder internationalen Meisterschaften zählen, in Hoffnungsläufen und im Lauf um den fünften bis achten Platz können bis zu vier Fahrer in einem Lauf gegeneinander fahren. Einzelheiten der Laufeinteilung differieren danach, ob es sich um Weltmeisterschaften, Olympische Spiele, sonstige Meisterschaften, Weltcups oder kleinere Rennen handelt.
Mindestens ab dem Halbfinale, bei Weltmeisterschaften ab dem Viertelfinale werden jeweils zwei Läufe, bei Gleichstand nach diesen beiden Läufen zusätzlich ein Entscheidungslauf zur Ermittlung des Siegers ausgetragen (der sogenannte Modus „Best-of-Three“). Ein eventuell notwendiger dritter und entscheidender Lauf wird „Belle“ genannt.

## Paracycling
Im Paracycling wird der Sprint in der Klasse B ausgetragen, also mit Tandems aus sehendem und sehbehindertem Fahrer. Die Regeln folgen dem des üblichen Bahnsprints, außer dass seit 2020 an der Verfolgerlinie statt der Sprinterlinie gestartet wird. Der Turniermodus ist auf die besten acht Paare aus der Qualifikation reduziert.
Mit Beginn 2025 wird der Sprint auch für die Klasse C (Rennräder) ins Regelwerk aufgenommen. Über eine mögliche Austragung bei Weltmeisterschaften ist noch nichts bekannt.